# Brunntal (Oberaudorf)
Das Brunntal ist ein kurzes Bergtal südöstlich des Brünnsteins. Es trennt den östlichen Ausläufer des Brünnsteins mit der Fritzenwand vom südlich gelegenen Bergrücken des Großen Brünnbergs.
Die Fritzenwand selbst, ein fast 500 m breiter und stellenweise bis zu 80 m hoher Felsriegel, beherbergt ein Klettergebiet.

## Stützpunkte
Am oberen Talausgang befindet sich das bewirtschaftete Brünnsteinhaus. Einer der Zustiege zum Brünnstein erfolgt durch das Brunntal.